# 第九届全国人民代表大会常务委员会
第九届全国人民代表大会常务委员会任期由1998年3月至2003年3月，其常委會组成情况如下：

## 组成人员
委员长、副委员长、秘书长和委员由第九届全国人民代表大会第一次会议于1998年3月18日选出：
- 委员长：李鹏
- 副委员长：田纪云、姜春云、邹家华、帕巴拉·格列朗杰、王光英、程思远、布赫、铁木尔·达瓦买提、吴阶平、彭珮云、何鲁丽、周光召、曹志、丁石孙、成思危、许嘉璐、蒋正华、谢非（已故）、成克杰（2000年4月罢免）[6]
- 秘书长：何椿霖

- 委员（按姓名笔画排列）：于兴隆、于振武、万绍芬、王永宁、王幼辉、王佛松、王宋大、王明时、王选、王涛、王涛、王家福、王维澄、王越丰（已故）、王朝文、毛达如、毛昭晰、尹克升、甘子玉、厉以宁、卢邦正、叶叔华、田玉科、史玉孝、白清才、冯之浚、曲格平、朱开轩、朱育理、朱相远、伍精华、伍增荣、刘中一、刘亦铭、刘纪原、刘应明、刘珩、江村罗布、阮崇武、孙鸿烈、玛依努尔·哈斯木、严义埙、严克强、杜宜瑾、李永泰、李来柱、李伯勇、李明豫、李淑铮、李绪鄂（已故）、李道豫、李登海、李蒙、杨长槐、杨兴富、杨国庆、杨振怀、束怀德、来金烈、吴长淑、吴树青、吴德馨、佟志广、谷建芬、谷善庆、汪家鏐、沈辛荪、迟海滨、张玉台、张寿（已故）、张连忠、张肖、张怀西、张国祥、张明远、张学东、张皓若、张毓茂、陈心昭、陈光毅、陈明枢、陈建生、陈俊亮、陈癸尊、陈难先、陈敏章（逝世）、奉恒高、范敬宜、罗尚才、周强、赵地、胡光宝、胡敏、柳随年、俞泽猷、逄先知、姜恩柱、洪绂曾、宦爵才郎、姚振炎、聂力、聂大江、顾昂然、顾金池、顾诵芬、钱易、徐惠滋、徐敦信、高德占、郭振乾、陶驷驹、黄长溪、黄玉章、黄启璪（已故）、常沙娜、梁广大、隋永举、葛洪升、蒋心雄、蒋树声、傅铁山、童傅、普朝柱、曾建徽、曾宪林、曾宪梓、谢安山、谢佑卿、谢颂凯、虞云耀、嘉木样·洛桑久美·图丹却吉尼玛、滕藤、戴证良

- 王学萍、贺一诚、贾志杰、盛华仁（2001年3月15日第九届全国人大第四次会议选出[7]）
- 何厚铧（2000年3月辞职[8]）